# Osteocondropatia

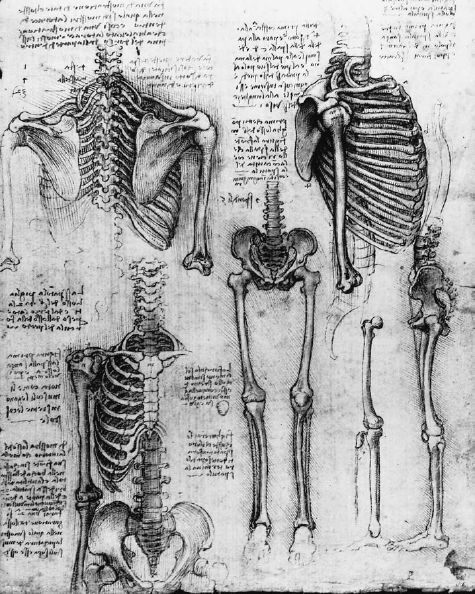
Estudo sobre o esqueleto de 1511 por Leonardo da Vinci.

Osteocondropatia (do grego Osteo, osso; chondros, cartilagem e pathos doença) é um termo médico para as doenças que afetam ossos, articulações e cartilagem. Teoricamente seria sinônimo de osteocondrose ("-ose" é um sufixo para doenças), se este termo não fosse usado quase exclusivamente para se referir a osteonecrose avascular, uma necrose da cartilagem e osso por inadequada vascularização para suprimento de nutrientes. 
Todos os ossos saudáveis tem cartilagem para crescer e nas articulações. Os ossos saudáveis estão constantemente reformando e são vascularizados.

## Exemplo
Um exemplo de Osteocondropatia é quando osso e cartilagem estão inflamados, osteocondrite ("-ite" é um sufixo para inflamação).